# Eleocharis arsenifera
Eleocharis arsenifera là loài thực vật có hoa trong họ Cói. Loài này được S. González, Tena & T.Alarcon mô tả khoa học đầu tiên năm 2005.